# Готовецкий, Михаил Станиславович
Михаил Станиславович Готовецкий (1858—1933) — депутат Государственной думы Российской империи I созыва от Виленской губернии.

## Биография
Родился в 1858 году в бедной семье литовских крестьян в Лидском уезде Виленской губернии. Католик. Окончил народное училище. До 1878 года занимался земледелием. С 1878 по 1886 служил письмоводителем у мирового судьи и судебного следователя. С 1887 состоял частным поверенным при мировом и уездном съезде. Член крестьянской трудовой партии. В 1906 году был избран депутатом Государственной думы Российской империи I созыва от крестьян Виленской губернии, где примкнул к парламентской группе Союза автономистов (Группа Западных окраин).
Скончался в 1933 году.